# Nnamdi Azikiwe
Benjamin Nnamdi Azikiwe, né le 16 novembre 1904 et mort le 11 mai 1996, est un homme d'État nigérian.
Il est le premier président du Nigeria. Il est surnommé « Zik » ou « roi de l'Afrique ».

## Biographie
D'origine Ibo (ethnie qui domine l'Est du Nigeria), né à Zungeru, Azikiwé arrive aux États-Unis en 1925. Il étudie ensuite à l’Université Lincoln en Pennsylvanie, où il obtient en 1929 un doctorat d'anthropologie. Il retourne en Afrique en 1935.
Tout d'abord rédacteur dans un journal d'Accra en Gold Coast, il revient au Nigeria en 1937 où il fonde une chaine de journaux dont le West African Pilot, très lu dans toute l'Afrique de l'Ouest.
En 1943, il lance sa première offensive pour l'indépendance du Nigeria et participe en 1944 à la fondation du National Council of Nigeria and Cameroon (NCNC devenu National Council of Nigerian Citizens) dont il devient le président. En 1947, il est membre du Conseil législatif du Nigeria et entre en 1951  à l'assemblée de la « Nigeria Occidentale » qu'il dirige comme Premier ministre l'année suivante.
Il y déploie une activité intense (éducation, développement industriel, suffrage universel) non sans louvoyer entre les Britanniques et ses partisans, ni se perdre dans d'obscures affaires commerciales (affaire de l'African Continental Bank).
En 1953, il est le leader incontesté de l’est du pays, puis, peu de temps après l’indépendance obtenue en 1960, il devient gouverneur général et enfin président du Nigeria, lors de la proclamation de la république en 1963, avec Abubakar Tafawa Balewa comme Premier ministre.
Il est renversé, avec le reste du gouvernement civil, pendant un voyage à l'étranger, lors du coup d’État militaire du 15 janvier 1966 mené par le général Johnson Aguiyi-Ironsi.
Au cours de la guerre du Biafra (1967 – 1970), Nnamdi Azikiwe fut le porte-parole de la république sécessionniste et le conseiller de son président, Odumegwu Emeka Ojukwu. Il proposera en 1969 un plan de paix en 14 points que les deux parties rejetteront.
Après la guerre, il devint chancelier de l’université de Lagos, de 1972 à 1976. Il fonde le Parti populaire du Nigeria en 1979 mais échoue, la même année, à l’élection présidentielle, battu par Shehu Shagari. Il se représente en 1983, sans succès, avant de quitter la politique en 1986.
Il meurt en 1996. Son portrait figure sur les billets de 500 naira.

## Hommages
- L'Université Nnamdi Azikiwe dans l'État d'Anambra porte son nom.